# Estación de ferrocarril de Wuhan
La estación de Wuhan (en chino simplificado, 武汉站) es una de las tres principales estaciones de ferrocarril de pasajeros de Wuhan, la capital de la provincia china de Hubei. Se encuentra al noreste del lago este de Wuhan, cerca de un pequeño lago llamado Yangchunhu, y está adyacente a la tercera carretera de circunvalación. Administrativamente, el sitio se encuentra dentro del distrito Hongshan de Wuhan.
Aunque comparte su nombre con la ciudad subprovincial, esta estación fue construida recientemente; no había una estación de Wuhan antes de la construcción del ferrocarril de alta velocidad Beijing-Guangzhou, y las principales estaciones de ferrocarril de pasajeros de Wuhan eran Hankou y Wuchang, que representaban nombres de ciudades antiguas antes de la fusión, que a menudo confundían a los extraños. Terminada en diciembre de 2009, la estación tiene 11 plataformas y 20 pistas. Sirve el ferrocarril de alta velocidad Beijing–Guangzhou–Shenzhen–Hong Kong, el ferrocarril de alta velocidad Shanghai–Wuhan–Chengdu y los trenes de pasajeros con destino a Zhengzhou/Jiujiang.
Durante la pandemia de coronavirus 2019-2020, Wuhan suspendió todo el transporte público desde las 10:00 hora local, el 23 de enero de 2020 en adelante, incluidas todas las líneas de autobús, metro y ferry, así como todos los trenes y vuelos de salida. La estación de tren de Wuhan estuvo cerrada hasta el 28 de marzo.